# Тиберій Семпроній Гракх (консул 177 року до н. е.)
Тиберій Семпроній Гракх (220 — 150 роки до н. е.) — політичний, державний та військовий діяч Римської республіки, консул 177 року до н. е.

## Біографія

### Початок кар'єри
Походив з роду нобілів Семпроніїв Гракхів. Син Публія Семпронія Гракха. Про його молоді роки мало відомостей. 
У 190 році до н. е. Тіберій вже служив легатом в Греції у війську Луція Корнелія Сципіона. Останній спрямував Гракха до царя Пилипа V, щоб вивідати плани Македонії. Був приязно зустрінутий царем, який обіцяв Риму союз.
У 187 році до н. е. був обраний народним трибуном. Займав позицію противну лінії Сципіонів. Разом з тим завадив своєму колезі Гаю Мінуцію Авгуріну запроторити Луція Корнелія Сципіона за ґрати. Домігся надання консулу Марку Фульвію Нобіліору тріумфу. У 185 році до н. е. у складі посольства був направлений до Греції з метою розслідування скарг союзних Риму міст на діяльність царя Філіппа V. Римські посли наказали царю вивести свої гарнізони із спірних міст Фессалії, вказавши на те, що вони не належать Македонії. Питання щодо фракійських міст Еноса та Маронеї було відкладено, але й в них заборонено тримати македонські гарнізони.
У 183 році до н. е. Гракх як член комісії тріумвірів брав участь у заснування римської колонії Сатурнії. У 182 році до н. е. Тиберія Гракха обрано курульним еділом. На цій посаді провів чудові ігри для народу.

### Діяльність в Іспанії та Сардинії
У 180 році до н. е. обрано претором, а як провінцію отримав Дальню Іспанію. На цій посаді воював з кельтіберами. Звільнив місто Карабіс, яке останні взяли в облогу. У 179 році до н. е. як пропретор подовжив керування провінцією. На цій посаді захопив міста Мунду та Кертиму, а після цього завдав поразки кельтіберами під містом Алка. Згодом захопив міста Алка й Ергавіку, слідом відбулася запекла битва під Хавном (за іншими відомостями біля Комплеги). У триденній запеклій битві Гракх розбив ворога. У 178 році до н. е. Тиберій Гракх завершив підкорення кельтіберів й запровадив для них низку законів, які врегульовували стосунки із Римом. Також розподілив землі поміж бідними, перейменував місто Іллургіс на Гракхуріс. Звертався з провінціалами м'яко та справедливо, чим завоював собі популярність й повагу у провінції. За усі ці досягнення отримав тріумф.
У 177 році до н. е. його обрано консулом разом з Гаєм Клавдієм Пульхром. Після цього як провінцію отримав Сардинію. Під час своєї каденції придушив повстання місцевого населення, захопивши багато полонених, а після цього у 175 році до н. е. відсвяткував черговий тріумф.

### Цензорство
У 169 році до н. е. обрано цензором знову разом з Гаєм Клавдієм Пульхром. Було повернуто до римської армії, що знаходилася в Греції, багатьох легіонерів, які отримали незаконну відпустку, виключено з сенату 7 осіб, позбавлено стану вершників багатьох громадян, не допущено до торгів публіканів, які брали участь у відкупах у попередню цензуру. Все це викликало конфлікт Пульхра з народним трибуном Рутілієм. Останній притягнув Клавдія до суду за образу народного трибуна. Завдяки підтримці Гракха Клавдія було виправдано. При вирішенні питання щодо триб вільновідпущенників Пульхр виступив проти суворих заходів Гракха, наголошуючи на тому, що цензори не мають права виключати цілий стан з усіх 35 триб. З урахуванням думки Клавдія було прийнято рішення про зачислення усіх нових вільновідпущенників до Есквілінської триби. Тоді ж побудував базиліку Семпронія, що на її місці Гай Юлій Цезар пізніше побудував Базиліку Юлія.

### Останні роки
У 165 році до н. е. Гракха відправили послом до Пергаму, Капподокії, Родосу, Сирії для виявлення настроїв у цих державах стосовно Римської республіки. У 164 році до н. е. став членом колегії авгурів.
У 163 році до н. е. його вдруге обрано консулом, цього разу разом з Манієм Ювенцієм Тална. Вони керували виборами консулів на наступний термін, проте гаруспіки заявили про порушення й намагалися скасувати результати коміций. У відповідь Гракх відкинув їхні заперечення й затвердив підсумки голосування. Як провінцію отримав Сардинію та Корсику. Вже звідти, вивчивши книги авгурів, прийшов до висновку, що порушення при коміціях консулів дійсно були й повідомив сенат про необхідність скасувати результати виборів.
У 162 році до н. е. Гракха знову спрямували як посла на Схід для виявлення місцевих настроїв. Під час подорожі намагався владнати конфлікти поміж царями Малої Азії та галатами. Незабаром після повернення Гракх помер.

## Родина
Дружина — Корнелія, донька Публія Корнелія Сципіона Африканського
Діти:
- Тиберій Семпроній Гракх
- Гай Семпроній Гракх
- Семпронія, дружина Сципіона Еміліана